# Tikaitnagar
Tikaitnagar är en ort i Indien.   Den ligger i distriktet Bāra Banki och delstaten Uttar Pradesh, i den norra delen av landet, 500 km öster om huvudstaden New Delhi. Tikaitnagar ligger 118 meter över havet och antalet invånare är 8 806.
Terrängen runt Tikaitnagar är mycket platt. Runt Tikaitnagar är det tätbefolkat, med 659 invånare per kvadratkilometer. Det finns inga andra samhällen i närheten. Trakten runt Tikaitnagar består till största delen av jordbruksmark.